# Capitaine Eddie
Pour plus de détails, voir Fiche technique et Distribution.
Capitaine Eddie (Captain Eddie) est un film américain en noir et blanc réalisé par Lloyd Bacon, sorti en 1945.
Il s'agit d'un film biographique retraçant la vie d'Eddie Rickenbacker, un as de l'aviation américaine.

## Synopsis
Pendant la Seconde Guerre mondiale, le capitaine Edward Rickenbacker a fait naufrage avec ses soldats. Pour garder leur moral, il leur raconte sa vie : d'abord soldat de la première guerre puis vendeur de voitures ; pilote de ligne puis soldat de la seconde guerre.

## Fiche technique
- Titre français : Capitaine Eddie
- Titre original : Captain Eddie
- Réalisation : Lloyd Bacon
- Scénario : John Tucker Battle
- Photographie : Joseph MacDonald
- Montage : James B. Clark
- Musique : Cyril J. Mockridge
- Société de distribution : 20th Century Fox
- Pays d'origine : États-Unis
- Genre : Film biographique, Film de guerre
- Format : noir et blanc - 1,37:1 - son Mono
- Durée : 107 minutes
- Dates de sortie : 
  - États-Unis : 19 juin 1945
  - France : 1er juillet 1949

## Distribution
- Fred MacMurray : Edward Vernon Rickenbacker
- Lynn Bari : Adelaide Frost Rickenbacker
- Charles Bickford : William Rickenbacker
- Thomas Mitchell : Ike Howard
- Lloyd Nolan : Lieutenant Jim Whittaker
- James Gleason : Tom Clark
- Mary Philips : Elsie Rickenbacker
- Darryl Hickman : Eddie Rickenbacker enfant
- Spring Byington : Mme Frost
- Richard Conte : Soldat John Bartek
- Charles Russell : Sergent Jim Reynolds
- Stanley Ridges : Colonel Hans Adamson
- Clem Bevans : Jabez
- Grady Sutton : Lester Thomas
- Olin Howland : Census Taker
- Harry Shannon : Simmons
- Virginia Brissac : Flo Clark
- Lotte Stein : Mme Montagne
- George Mitchell : Capitaine Johnny De Angelis
- Charles Wagenheim : Ouvrier